# ناوکی ساکای
ناوکی ساکای (به انگلیسی: Naoki Sakai) بازیکن فوتبال اهل ژاپن و عضو تیم ملی فوتبال ژاپن است که در تاریخ ۱۳ اکتبر ۱۹۹۶ میلادی اولین بازی ملی‌اش را انجام داد. او در ۱ بازی ملی حضور داشت و آخرین بازی ملی خود را در تاریخ ۱۳ اکتبر ۱۹۹۶ میلادی انجام داد. ناوکی ساکای در بازی‌های ملی‌اش
گلی به ثمر نرساند.